# Luigi Rolla (Ricci)
Luigi Rolla (a veces conocida como “Luigi Rolla e Michelangelo”) es una ópera en tres actos del compositor italiano Federico Ricci, con libreto en italiano de Salvatore Cammarano, basado en el drama “Le chef-d'æuvre inconnu” (conocido en Italia como “Michelangelo e Rolla”) del escritor francés Charles Lafont. Fue estrenada en el Teatro della Pergola de Florencia el 30 de marzo de 1841.

## Historia
Durante el Risorgimento, la figura de Michelangelo se convirtió en un mito de la pasada grandeza artística de Italia y de la lucha por la libertad, y fue llevada a menudo al teatro. Tuvo especial éxito el drama “Le chef-d'æuvre inconnu” del escritor francés Charles Lafont, estrenada en París en 1837 y pocos meses después presentada en Milán traducida al italiano y titulada “Michelangelo e Rolla”. La obra fue adaptada por diversos libretistas en los años siguiente para ser llevada a la ópera. Uno de esos libretistas fue Salvatore Cammarano, que lo escribió para Federico Ricci.
“Luigi Rolla” supuso para su compositor el retorno a la senda del éxito que había comenzado con La prigione di Edimburgo en 1838, interrumpida por el fracaso que supuso su anterior ópera, Un duello sotto Richelieu, estrenada en 1839. El éxito de la ópera se debió en buena medida a la labor del tenor protagonista, Napoleone Moriani, conocido en España como el “tenor de la bella muerte”, que lo cantó por toda Italia y que fue elogiado tanto por su talento actoral como por su interpretación vocal.
Fuera de Italia, la ópera se representó en Dresde en 1843, Madrid en 1845, Copenhague en 1848, Varsovia en 1851, Lisboa en 1855 y San Petersburgo en 1864. La última representación tuvo lugar en Florencia en 1876 (con el tenor Mario Tiberini en el papel protagonista). 
La ópera no ha sido recuperada en época moderna. 

## Personajes
| Personaje                                                                               | Voz          | Elenco del estreno Director de orquesta: Alamanno Biagi |
| --------------------------------------------------------------------------------------- | ------------ | ------------------------------------------------------- |
| Maestro Michele                                                                         | barítono     | Giuseppe Bertini                                        |
| Appiani (marqués)                                                                       | bajo         | Sebastiano Ronconi                                      |
| Andrea Costa                                                                            | tenor        | Ettore Profili                                          |
| Eleonora (su hija)                                                                      | soprano      | Giuseppina Strepponi                                    |
| Luigi Rolla                                                                             | tenor        | Napoleone Moriani                                       |
| Stefano (su hermano)                                                                    | contralto    | Irene Secci-Corsi                                       |
| Ginevra (nordiza de Eleonora)                                                           | mezzosoprano | Faustina Piombanti                                      |
| Familiar de Apiani                                                                      | bajo         | Demetrio Masselli                                       |
| Pregonero                                                                               | bajo         | Demetrio Masselli                                       |
| Burgueses, pintores, alumnos de Michelangelo, nobles de Florencia, parientes de Appiani |              |                                                         |

## Argumento
La acción tiene lugar en Florencia en el siglo XVI.
Acto I: La estatua
Zona de campo ante Florencia, junto al Arno
Un grupo de artistas que había estado dibujando las ruinas cercanas se sienta a beber en la taberna. Llega Stefano, y como no tiene dinero, le convencen para que pague cantando una canción. Stefano canta la superioridad de la belleza de las italianas con respecto a las de otros países. Luego se pone a dibujar en la pared a los pintores que siguen absortos en su trabajo, despertando así su ira y se disponen a golpearlo cuando son detenidos por la llegada de Appiani y Michele (Michelangelo). El artista elogia los retratos hechos por Stefano y pregunta por una estatuilla que éste lleva, Stefano le cuenta que la ha hecho su hermano Luigi y que está a la venta, por lo que Michele convence a Appiani para comprarla y, antes de retirarse al interior de la taberna, le dice que siga al prometedor artista. Appiani interroga a Stefano, quien le cuenta que son genoveses,  y que su hermano fue protegido del senador Costa; Appiani le cuenta que el senador y su hija, Eleonora, ahora exiliados, están alojados en su casa. Appiani está enamorado de ella, pero la nota triste y siente que puede haber tenido otro amor en Génova, lo que despierta sus celos. Una vez Stefano se ha marchado, llega un pariente del marqués con una carta en la que se confirma que, finalmente, Eleonora ha accedido a casarse con él. 
Taller de Luigi Rolla
Rolla está dormido tras haber estado esculpiendo toda la noche cuando llegan Eleonora y Ginevra. Eleonora lee lo que Rolla había estado escribiendo: se compara a sí mismo con Masaccio, sabiendo que morirá joven al igual que el artista, pero sin su gloria. Luego, en sueños, Rolla llama a Eleonora, de quien está enamorado. Ella se reafirma en rechazar a su pretendiente Appiani para poder ser siempre de Rolla. Él despierta, le relata su noche de trabajo y le dice que es mejor que olviden su amor imposible, algo que ella rechaza. Se escucha entonces en la plaza vecina a un pregonero anunciar un concurso para una estatua de bronce de Safo, cuyo ganador elegirá el propio Michelle; Eleonora insiste en ver la estatua que Rolla está preparando para el concurso, y le cuenta a Rolla que, si gana el concurso, su padre no sabrá negar el matrimonio entre ambos. 
Acto II: El balcón
Taller de Luigi Rolla
Llegan Appiani y Michele, pero no encuentran a Luigi, sólo a su hermano Srefano, que está pintando. Impaciente por presentar a su prometida Eleonora, Appiani parte al momento. Michele observa las obras que se encuentran en el taller; Stefano confiesa que cree que Luigi ha estado trabajando a escondidas en una estatua de Safo, que Michele encuentra tras una cortina. Al verla, ambos se sorprenden por su calidad, pero Stefano reconoce en su rostro el de Eleonora. Michele ve un error en la frente de la estatua y lo corrige al instante. Llega Rolla, y Michele, al que ninguno de los dos hermanos ha reconocido, se va de inmediato con el pretexto de servir a Appiani. Luigi le muestra la estatua de Safo a su hermano, pero se da cuenta de que alguien la ha retocado, cosa que Stefano no ha visto, y entonces se da cuenta de que era Michelangelo. Ambos están felices por las alabanzas que le han oído. Luego Luigi le desvela a su hermano su amor por Eleonora, pero Stefano le cuenta que ha oído a Appiani que va a hacer público su compromiso por ella y, aunque trata de detenerlo, Luigi sale apresuradamente. 
Galería en el palacio Appiani
Costa fuerza a su hija a aceptar el compromiso con Appiani antes de ir a reunirse con él. Al momento llega Rolla, furioso; Eleonora le cuenta que el compromiso es el precio para salvar a su hermano, condenado a muerte en Génova. Rolla se arrepiente de su comportamiento, pero la llegada de Appiani le obliga a esconderse en un balcón. El marqués ve triste a Eleonora, pero piensa que es porque está preocupada por su hermano, y promete salvarlo. Firma el compromiso, pero cuando Eleonora va a hacer lo propio se escucha un ruido proveniente del balcón: Rolla se ha desmayado. Furioso por los celos, Appiani manda detener a Rolla, pero éste se enfrenta a él, hasta que Eleonora le convence de que huya. 
Acto III: El laurel
Apartamento de Eleonora
Stefano busca a Eleonora para implorar piedad por Luigi, que está delirando. Ella se niega, ya que la vida de su hermano está en juego, pero entonces ambos se dan cuenta de que pueden buscar el favor de Michelangelo para que interceda por él ante el Gran Duque. 
Taller de Luigi Rolla
Llega Appiani, quien se sorprende al reconocer a su rival. Pero antes de enfrentarse a él, quiere cumplir con su deber y solicita la estatua de Safo que el Gran Duque solicita por intercesión de Michelangelo, lo que le traerá la gloria. Rolla se niega a entregarla, y cuando llegan hombres armados para llevársela, la destruye a martillazos. Appiani parte furioso mientras Rolla delira. Llega entonces Stefano y se encuentra a su hermano agonizante, confundiendo a Eleonora con su estatua de Safo. Llegan entonces Michelangelo, Eleonora y Costa: se le concede la mano de Eleonora y el Gran Duque intercederá para salvar a su hermano. Michelangelo se aterroriza al ver la estatua destrozada. Rolla lamenta que su amada pueda por fin ser suya cuando su vida se agota, y muere en brazos de Stefano y Eleonora en el momento en el que Michelangelo le va a entregar la corona de laurel del vencedor.

## Discografía
No existe por el momento ninguna grabación de la ópera. 